# Marina Bay, Singapore

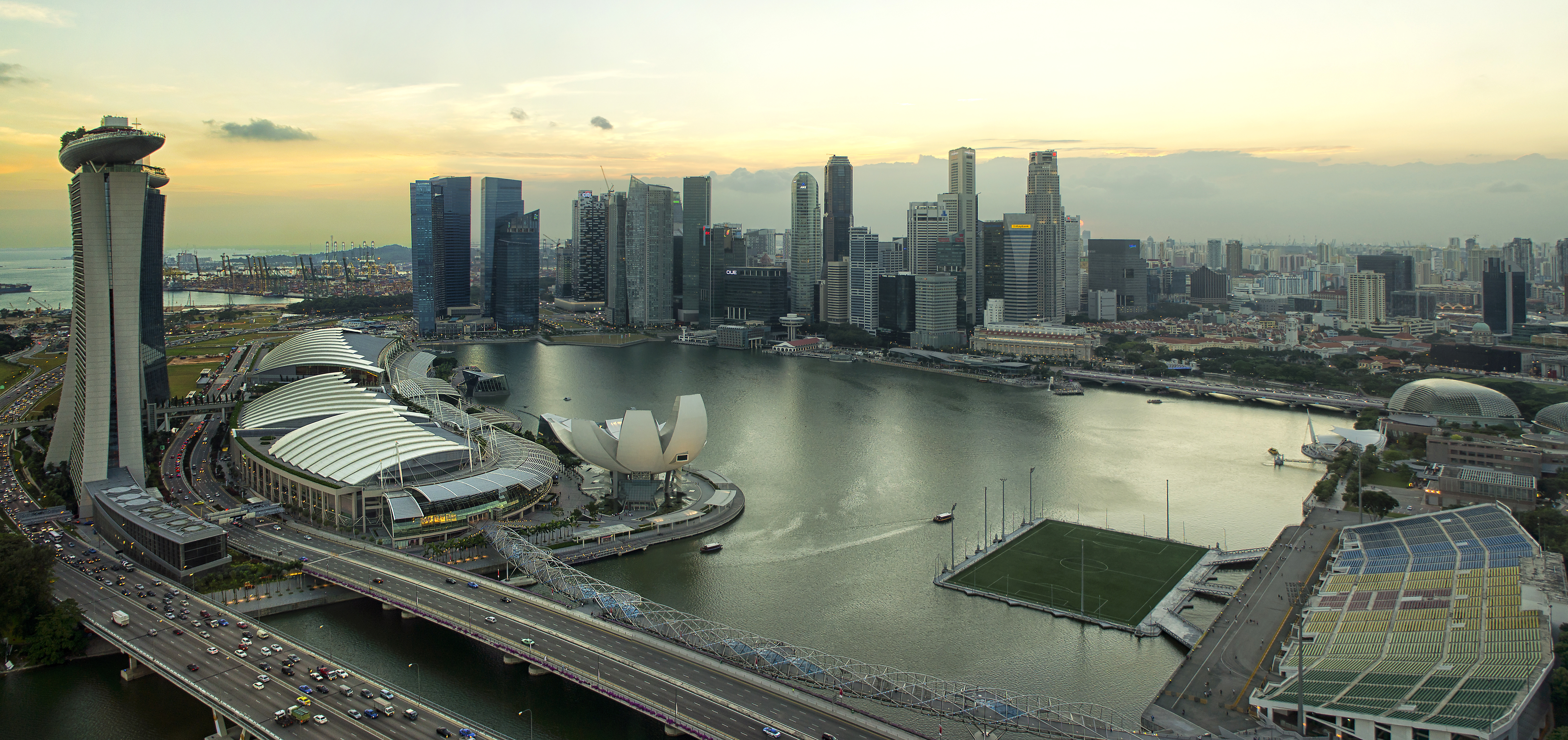
Marina Bay sedd från Singapore Flyer, 2012.

Marina Bay är en vik och en stadsdel i centrala Singapore. Stadsdelen har en yta på 360 hektar och  har byggts på mark som har återvunnits från havet.
I början på 1800-talet var Marina Bay ett hamnområde dit resenärer till staden anlände. Efter Singapores självständighet år 1975 växte området till ett viktigt finanscentrum och många officiella och privata byggnader byggdes längs vattnet. År 1971 började man att valla in delar av viken för att utöka stadens område och  1994 var den kustlinje vi känner idag färdig.
Många av Singapores moderna byggnader ligger runt Marina Bay och ett 3,5 kilometer långt promenadstråk går runt viken och tillbaka över Helix Bridge.
Exempel på sevärdheter runt Marina Bay är: Marina Bay Sands, Gardens by the Bay,  ArtScience Museum, Merlion, Marina Bay Street Circuit och Singapore Flyer.
År 2008 invigdes en 350 meter lång dammbyggnad över Marina Channel som omvandlade Marina Bay och Kallang Basin till ett 240 hektar stort  sötvattensmagasin för Singapore.